# Nagliwang
Nagliwang (nepalski: नाङलिवाङ) – gaun wikas samiti w zachodniej części Nepalu w strefie Dhawalagiri w dystrykcie Parbat. Według nepalskiego spisu powszechnego z 2001 roku liczył on 573 gospodarstw domowych i 2833 mieszkańców (1501 kobiet i 1332 mężczyzn).